# Jaufré Rudel
Jaufré Rudel (Blaia, Gironda, 1113 - 1170) fou un trobador occità, senyor de Blaia, vila situada davant Bordeus a la desembocadura de la Garona.

## Vida i obra
No se'n sap gaire cosa d'ell abans del 1125, però se sap que el 1148 participà en la Segona Croada en l'expedició de Guillem VI d'Angulema, i que potser va morir a Terra Santa.
Se'n conserven sis cançons d'amor força naturals i en un llenguatge molt clar sense comparacions ni imatges, la qual cosa en fa un típic representant del trobar leu. Per bastantes de les seves poesies es conserva la música. Es va fer famós per cantar un amor llunyà, una dama allunyada que, segons afirma, no ha vist mai i de la qual s'ha enamorat només pel prestigi de la seva excel·lència (influència d'Ovidi). Molts crítics han interpretat aquesta dama i aquest amor llunyà de maneres esotèriques (la nostàlgia de Terra Santa, la Mare de Déu), tot i que d'altres afirmen que cantava una dama real. Segons una biografia seva escrita en el segle xiii la dama era Melisenda, filla de Raimon II, comte de Trípoli, un estat cristià de Terra Santa situat a l'actual Líban. Altres afirmen que la dama era la seva mare, Odierna.
| Quan lo rius de la fontana S'esclarzis, si cum far sol, E par la flors aiglentina, El rossinholetz el ram Volf e refranh ez aplana Son dous chantar et afina, Dreitz es qu'ieu lo mieu refranha. |

## Poesies
- (262,1)[2] Belhs m'és l'estius e·l temps floritz

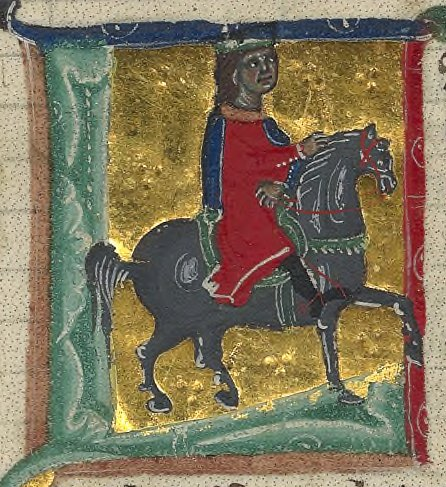
BnF ms. 12473 fol. 102v; cançoner K

- (262,2) Lanqand li jorn son lonc en mai (amb música conservada als cançoners R, W i X)
- (262,3) No sap chantar qi so non di (amb música conservada al cançoner R)[3]
- (262,4) Pro ai del chan essenhadors
- (262,5) Qan lo rius de la fontana (amb música conservada al cançoner R)
- (262,6) Qand lo rossignols el foillos (amb música conservada al cançoner R)
- (262,7) Qui non sap esser chantaire, - braire

## Obres musicals
El compositor italià Renzo Bianchi va escriure un poema simfònic sobre la vida de Jaufré Rudel. La compositora finlandesa Kaija Saariaho va escriure l'òpera L'amour de loin basada en la seva vida.